# Khâqân khazar
 (janvier 2022).
La mise en forme du texte ne suit pas les recommandations de Wikipédia : il faut le « wikifier ».
Les points d'amélioration suivants sont les cas les plus fréquents. Le détail des points à revoir est peut-être précisé sur la page de discussion.
- Les titres sont pré-formatés par le logiciel. Ils ne sont ni en capitales, ni en gras.
- Le texte ne doit pas être écrit en capitales (les noms de famille non plus), ni en gras, ni en italique, ni en « petit »…
- Le gras n'est utilisé que pour surligner le titre de l'article dans l'introduction, une seule fois.
- L'italique est rarement utilisé : mots en langue étrangère, titres d'œuvres, noms de bateaux, etc.
- Les citations ne sont pas en italique mais en corps de texte normal. Elles sont entourées par des guillemets français : « et ».
- Les listes à puces sont à éviter, des paragraphes rédigés étant largement préférés. Les tableaux sont à réserver à la présentation de données structurées (résultats, etc.).
- Les appels de note de bas de page (petits chiffres en exposant, introduits par l'outil «  Source ») sont à placer entre la fin de phrase et le point final[comme ça].
- Les liens internes (vers d'autres articles de Wikipédia) sont à choisir avec parcimonie. Créez des liens vers des articles approfondissant le sujet. Les termes génériques sans rapport avec le sujet sont à éviter, ainsi que les répétitions de liens vers un même terme.
- Les liens externes sont à placer uniquement dans une section « Liens externes », à la fin de l'article. Ces liens sont à choisir avec parcimonie suivant les règles définies. Si un lien sert de source à l'article, son insertion dans le texte est à faire par les notes de bas de page.
- La présentation des références doit suivre les conventions bibliographiques. Il est recommandé d'utiliser les modèles {{Ouvrage}}, {{Chapitre}}, {{Article}}, {{Lien web}} et/ou {{Bibliographie}}. Le mode d'édition visuel peut mettre en forme automatiquement les références.
- Insérer une infobox (cadre d'informations à droite) n'est pas obligatoire pour parachever la mise en page.

Pour une aide détaillée, merci de consulter Aide:Wikification.
Si vous pensez que ces points ont été résolus, vous pouvez retirer ce bandeau et améliorer la mise en forme d'un autre article.
Le khâqân est l’autorité suprême de l’Empire khazar. Khâqân ou khagan viendrait du mot tatare « khan » qui signifie prince ou encore de l'hébreu « cohen » qui signifie « prêtre ».

## Rôle
Le khâqân en Khazarie ne doit pas être confondu avec le roi khazar qui est son co-souverain. 
Selon Masʿûdî son rôle officiel est de rester cloitré dans son palais duquel il ne sort que très rarement, une fois tous les quatre mois d’après Ibn Fadlân. Chez les Khazars, cette autorité suprême ne gouverne pas et ne prend pas part aux affaires de l’Etat. Mais cette puissance bridée est nécessaire car sans elle l’autorité du co-souverain, celui qui gouverne et gère les affaires de l’empire, serait nulle. Masʿûdî rajoute que si la fortune se retourne contre le pays, comme la famine ou encore la perte d’une guerre, le peuple se tourne vers le co-souverain pour lui exprimer ses doutes concernant le khâqân. Ces revendications contre l’autorité suprême peuvent mener à son assassinat par la population ou le co-souverain, qui autorise ou non de mettre à mort le khâqân.
Le khâqân ne possède donc pas un rôle politique mais plutôt un rôle sacré « en rapport avec la bonne fortune de son peuple ».

## Religion
La conversion au judaïsme serait, selon les sources hébraïques, le fait d'un rêve et des visitations du roi Bulan (aux environs des années 122/740). Le premier khâqân à la tête de l'empire judaïsé aurait donc été Savirel. Les sources islamiques placent la conversion au cours du règne du calife Hâroun ar-Rachîd (r.786-809). Cet écart de plus de quarante ans fait de la datation de la conversion un sujet encore controversé. On sait néanmoins que la conversion est bien une décision du khâqân et que l’adoption du judaïsme par la population ne se fait que progressivement et partiellement.
Concernant l’intention du khâqân d’opter pour un monothéisme, on la considère communément comme une habile stratégie politique. Le choix du judaïsme permet de se démarquer de Byzance et de l’Empire islamique, avec la crédibilité que le monothéisme apporte, tout en illustrant l’indépendance de l’Empire et son influence dans la région. Le khâqân devient donc juif, son co-souverain doit faire de même et les commandants militaires et les nobles le suivent rapidement dans cette décision, selon le récit d’Ibn Rustah. Masʿûdî ajoute que c’est « toute sa cour et tous ceux de la race Khazar » qui pratiquent le judaïsme. On sait cependant que l’Empire khazar est constitué de Juifs mais aussi de Musulmans, de Chrétiens ou encore de païens. Ces derniers étaient-ils appelés aussi Khazars ? Les sources ne précisent pas ce point, mais une ambiguïté existe car le système juridique khazar est composé de sept juges qui sont au nombre de deux pour les Juifs, deux pour les Musulmans, deux pour les Chrétiens et un pour les païens. Cette composition détonne pour l’époque mais permet de s’accorder à la diversité des croyances dans l’Empire. Cela illustre une forme de tolérance religieuse qui était peut-être nécessaire pour préserver la paix intérieure comme extérieure. Les Khazars avaient en effet besoin de s’entendre tant avec le califat qu'avec Byzance, les deux empires les plus puissants de l’époque.

## Choix du khâqân
L'Empire khazar constituait une sorte diarchie. Ibn Hawqal, dont l’ouvrage vient compléter et rectifier celui d’al-Istakhrî, décrit la prise du titre de khâqân par « des personnes d’une maison célèbre » que l'on peut présupposer être la "vielle famille régnante" mentionnée dans le dictionnaire khazar (on note qu’Ibn Hawqal emploie le mot "prince" pour dire "Khâqân" et "Khâqân" pour évoquer le co-souverain, contrairement à al-Istarkhrî pour qui le Kaghan est bien l’autorité suprême et le co-souverain le Khâqân Bey, le prince ou le roi. On préféra l’appellation de ce dernier qui est semblable à celle de Masʿûdî, d’Ibn Rusta et d’Ibn Faldân). Le khâqân est désigné par le co-souverain sans prêter attention à sa richesse ; seule sa famille et sa religion, en l'occurrence le judaïsme, importent. Une fois choisi, le co-souverain lui rappelle les devoirs et les droits que lui confère son titre, les charges qui lui incombent ou encore les pêchés dont il ne doit pas se rendre coupable. Cette profession de foi peut faire reculer l’élu et le faire renoncer au titre, même si on lui rappelle que Dieu tiendra compte de son incapacité à diriger l’Etat lors du Jugement dernier. Après cette étape, le co-souverain et/ou d’autres personnes dont on ne sait rien lui passent une corde autour du cou, jusqu’à qu’il éprouve du mal à respirer, pour enfin lui poser la question suivante :  "Combien d’années désires-tu régner ?" Le Khâqân régnera la durée qu’il a estimée. D’autres sources mentionnent que cette durée serait de quarante ans et disent pas que le khâqân choisirait lui-même la durée de son règne. Dans un cas comme dans l'autre, si le khâqân dépasse la durée préalablement établie, il est tué.

## Vie maritale
Ibn Fadlân rapporte que le khâqân possède un harem de vingt-cinq épouses, prises de gré ou de force à des rois de pays voisins. L’exemple le plus récurrent de cette pratique est le mariage du khâqân avec une des filles du roi bulgare musulman, Almush, qui misait sur l’empire islamique pour se protéger des Khazars. Ce harem serait aussi peuplé de concubines, esclaves ou non, au nombre de soixante. Toutes ces femmes sont isolées dans un palais et disposeraient chacune de son pavillon. Elles ne vivent donc pas au même endroit que le khâqân. Pour pouvoir les voir, le khâqân envoie un eunuque chercher l’épouse demandée et celui-ci la raccompagne également car elles n’ont pas le droit de se déplacer seules.

## Mort
Ibn Faldân propose un récit de la mort du khâqân et du rituel précis qui l'accompagne. Lors de la mort du khâqân, on lui construit une maison de vingt chambres, tapissées de brocart et entretissées d’or, comportant chacune une tombe en son sein dont une qui accueille le corps et qui porte ainsi le nom de "paradis". Une poudre d’antimoine, obtenue en brisant des pierres, est répandue tout autour du corps et par dessus la tombe, mêlée à de la chaux vive. Si l’usage et la signification de ce procédé ne sont pas précisés, il faut imaginer une raison pratique servant à éviter la prolifération de bactéries et d’insectes. La maison est érigée au-dessus d’un fleuve, de sorte que l’eau puisse recouvrir les tombes pour éviter les dégradations apportées par les insectes ou les hommes. S’il est difficile d’imaginer l’eau submergée les tombes alors que la maison est placée au-dessus du fleuve Ibn Fadlân et les auteurs après lui ne donne pas de précisions et restent approximatifs sur ce détail. En somme, tout est fait pour que personne n’accède au corps du khâqân et que sa dernière demeure demeure secrète. Les Khazars vont pour cela jusqu’à exécuter les ouvriers chargés des préparatifs que l'on vient d’énumérer.  